# Julia Stone
Julia Natasha Stone (Sídney, Australia, 13 de abril de 1984) es una cantautora australiana de blues-folk. Es hermana de Angus Stone, con quien lanzó varios álbumes bajo el nombre de Angus & Julia Stone. También ha lanzado dos álbumes en solitario: The Memory Machine (2010) y By the horns (2012), que consiguió el n.º 11 en las listas musicales de Australia.

## Discografía

### Álbumes
- The Memory Machine (2010), EMI
- By the Horns (2012), EMI
- Sixty Summers (2021), BMG